# 1915 en Grèce
Chronologie de la Grèce
- 1911
- 1912
- 1913
- 1914
- 1915
- 1916
- 1917
- 1918
- 1919

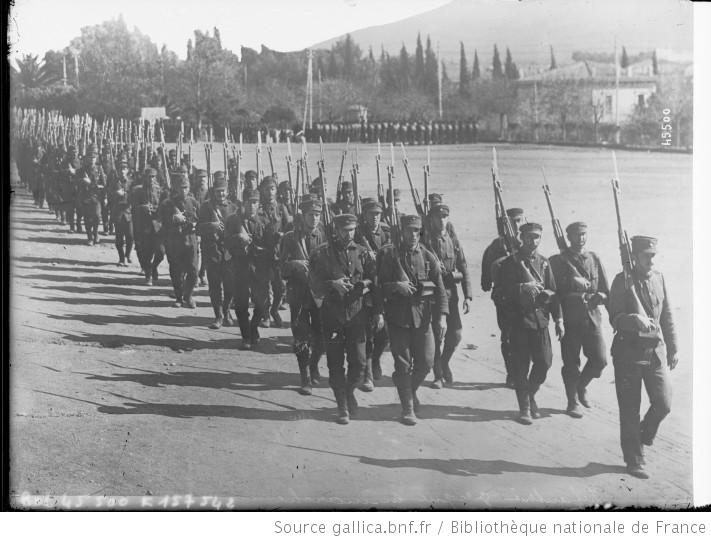
L'infanterie grecque en marche lors de la mobilisation de l'été 1915.

Cette page concerne les évènements survenus en 1915 en Grèce  :

## Événements
- Participation de la Grèce dans la Première Guerre mondiale (1915/1916 - 1918)
- 13 juin : Élections législatives.
- 19 décembre : Élections législatives.

## Création
- 15e division d'infanterie (en)
- 16e division d'infanterie mécanisée (en)
- Création des districts régionaux de Chios (en), Flórina, Ioannina, Kozani, Préveza et Serrès.
- Création des nomes de Kavala, Lesbos, Samos.
- Service aéronaval (en)
- Ordre de Georges Ier

## Dissolution
- Sandjak de Préveza (en)

## Naissance
- Níkos Beloyánnis, chef de la résistance en Grèce durant la Seconde Guerre mondiale.
- Vasílios Evfremídis, journaliste grec, rédacteur en chef et homme politique du Parti communiste grec.
- Nikólaos Mártis, personnalité politique.
- María Plytá, réalisatrice, scénariste, monteuse, productrice et metteur en scène.

## Décès
- Konstantínos Damianós (en), militaire.
- Nikolaos Georgiadis (el), personnalité politique.
- Stéfanos Granítsas (en), écrivain.
- Vassílios Hatzís (en), peintre.
- Ioánnis Krestenítis (en), personnalité politique.